# Neotheronia murilloi
Neotheronia murilloi là một loài tò vò trong họ Ichneumonidae.